# Pierre d'Ornellas
Pierre Paul Oscar d'Ornellas, N.D.V. (París, 9 de mayo de 1953) es un prelado católico francés. Se desempeña como arzobispo de Rennes, Dol y Saint-Malo desde el 26 de marzo de 2007.
Es responsable del grupo de trabajo sobre bioética de la Conferencia de Obispos de Francia.

## Familia
Miembro de la reconocida familia d'Ornellas, es tío de Charlotte d'Ornellas.

## Estudios
Después de seguir clases de preparación científica en el Lycée Janson de Sailly de París, ingresó en la escuela de ingeniería Hautes Études d'Ingénieur (HEI) de Lille.
Su formación filosófica y teológica se reparte entre el Studium del Instituto Notre-Dame de Vie en Venasque, la facultad de teología de la Universidad de Friburgo en Suiza y la facultad de teología del Instituto Católico de Toulouse, del que obtuvo un doctorado en teología.

## Vida eclesiástica

### Sacerdocio
Fue ordenado sacerdote el 15 de agosto de 1984, siendo incardinado en el Instituto Notre-Dame de Vie. Después de un primer ministerio como profesor de teología en el Studium del Instituto Notre-Dame de Vie y como capellán de un colegio y de una escuela secundaria, fue llamado por el cardenal Jean-Marie Lustiger para convertirse en su secretario privado, cargo que ocupó entre 1986 y 1991.
Después de abrir una casa en Bruselas para acoger a seminaristas y sacerdotes que venían a seguir cursos en varios lugares de formación de la capital belga, regresó a París como director de la escuela catedralicia de la arquidiócesis de París.

### Episcopado
Fue nombrado obispo auxiliar de París el 4 de julio de 1997. Fue consagrado el 10 de octubre del mismo año por el arzobispo de París, el cardenal Jean-Marie Lustiger. El 19 de octubre de 2006, fue nombrado arzobispo coadjutor de Rennes, Dol y Saint-Malo para ayudar a François Saint-Macary, por entonces afectado por una enfermedad. En 2007, el Papa Benedicto XVI nombró a d'Ornellas guía espiritual de la Comunidad de El Arca.
Se convirtió en arzobispo de Rennes, Dol y Saint-Malo el 26 de marzo de 2007, tras la muerte de Saint-Macary. El 28 de noviembre de 2008, recibió como obispo auxiliar a Nicolas Souchu. Este último le ayudó durante nueve años, hasta el 15 de noviembre de 2017, cuando fue nombrado obispo de Aire y Dax.
Dentro de la Conferencia de Obispos de Francia, es miembro de la Comisión Doctrinal y miembro de la comisión de “Estudios y Proyectos”. El 8 de noviembre de 2008, fue reelegido miembro del Comité de Estudios y Proyectos  para un mandato de tres años, y elegido en 2011 presidente de la Comisión Episcopal de Catequesis y Catecumenado.

## Posiciones

### Educación
En septiembre de 2007, apenas instalado en la arquidiócesis de Rennes, pidió a las escuelas católicas que no tuvieran miedo de reafirmar su identidad católica.

### Investigación con embriones humanos
En el otoño de 2006, mientras surgía una polémica en Francia sobre la Teletón, cuya parte de las donaciones se utilizaba para la investigación sobre el embrión humano, d'Ornellas recordó que la Iglesia debe defender la dignidad intrínseca de todo ser humano desde la concepción. Por lo tanto, solo acepta investigaciones sobre el embrión humano que tengan un objetivo terapéutico directo para el propio embrión.

## Obras
- Libertad, ¿qué dices de ti mismo? (1999)
- A la felicidad de las bienaventuranzas (2004)
- La misericordia dibuja la imagen de mi pontificado - Juan Pablo II (2006)
- Santa Teresa del Niño Jesús (2007)
- Bioética: cuestiones para el discernimiento (2009) (ISBN 978-2-283-61097-8)
- Junto con Nathalie Kosciusko-Morizet, ¿Una ecología digna del hombre? Desarrollo sostenible y bioética (2010) (ISBN 978-2706707865)
- Audacia y tradición - Concilio Vaticano II: un acto profético (2013)
- El fin de la vida, una cuestión de fraternidad (2015)
- Junto con Jean-François Bensahel, Judíos y cristianos, evidentemente hermanos. La paz de las religiones (2015)
- Es misericordia lo que quiero (2016) (ISBN 978-2889186761)
- Por una economía humana (2017) (ISBN 978-2-7067-1477-1)
- Ecología y bioética, ¡un nuevo camino! (2019)